# Lenka Zemanová
Lenka Zemanová (nacida como Lenka Radová, 9 de octubre de 1979) es una deportista checa que compitió en triatlón y acuatlón. Ganó dos medallas de bronce en el Campeonato Mundial de Acuatlón en los años 2002 y 2005.

## Palmarés internacional
| Campeonato Mundial | Campeonato Mundial | Campeonato Mundial | Campeonato Mundial |
| Año                | Lugar              | Medalla            | Prueba             |
| ------------------ | ------------------ | ------------------ | ------------------ |
| 2002               | Cancún (México)    | Medalla de bronce  | Individual         |
| 2005               | Gamagori (Japón)   | Medalla de bronce  | Individual         |